# William Montagu (7e duc de Manchester)
Pour les articles homonymes, voir William Montagu.
William Drogo Montagu, né le 15 octobre 1823 et mort le 22 mars 1890, est un pair britannique et un membre conservateur du Parlement. Il est 7e duc de Manchester, titré lord Kimbolton de 1823 à 1843 et vicomte Mandeville de 1843 à 1855,

## Biographie
William Montagu est né au château de Kimbolton en 1823. Il est le fils aîné de George Montagu (6e duc de Manchester) et de Millicent Sparrow, fille du brigadier général Robert Bernard Sparrow de Brampton Park, Huntingdonshire .
Il est député de Bewdley de 1848 à 1852 et de Huntingdonshire de 1852 à 1855 .
Il rejoint l'association Canterbury le 27 mai 1848. C'est l'espoir non réalisé d'Edward Gibbon Wakefield que Lord Mandeville émigrerait en Nouvelle-Zélande et serait le chef aristocratique de la colonie. Cependant, Lord Mandeville et sa grand-mère, Lady Olivia Sparrow, ont acheté {un terrain entre eux à Riccarton. Mandeville North près de Kaiapoi est nommé en l'honneur de Lord Mandeville .
Il hérite du duché à la mort de son père en 1855, ainsi que du siège familial du Château de Kimbolton dans le Huntingdonshire.

## Vie privée

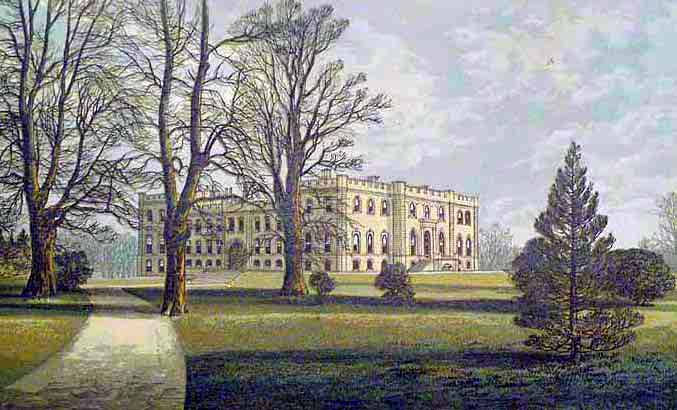
Château de Kimbolton (1880), l'ancien siège familial des ducs de Manchester

Il a un fils illégitime avec Sarah Maria Morris. Quand Sarah était enceinte de 8 mois, la famille Montagu l'a mariée à Samuel Palmer le 4 mars 1850. Lorsque l'enfant est né le 10 mai 1850, il s'appelait William Edward Palmer. William Edward Palmer épouse Emma Prentice le 24 décembre 1873 à Harrold, Bedfordshire.
William épouse la comtesse Luise Friederike Auguste von Alten le 22 juillet 1852. Ils ont cinq enfants: 
- George Montagu (8e duc de Manchester) (17 juin 1853-18 août 1892), il épouse Francisca de la Consolacion Yznaga le 22 mai 1876. Ils ont trois enfants.
- Mary Louisa Elizabeth Montagu (27 décembre 1854 - 10 février 1934), elle épouse William Douglas-Hamilton (12e duc de Hamilton) le 10 décembre 1873. Ils ont une fille. Elle s'est remariée avec Robert Forster le 20 juillet 1897.
- Louisa Augusta Beatrice Montagu (17 janvier 1856-3 mars 1944), elle épouse Archibald Acheson (4e comte de Gosford) le 10 août 1876. Ils ont cinq enfants.
- Charles William Augustus Montagu (23 novembre 1860 - 10 novembre 1939), il épouse Mildred Sturt (fille de Henry Sturt (1er baron Alington)) le 4 décembre 1930.
- Alice Maude Olivia Montagu (15 août 1862-23 juillet 1957), elle épouse Edward Stanley (17e comte de Derby) le 5 janvier 1889. Ils ont trois enfants.

En 1877, il est créé Chevalier de l'Ordre de St Patrick. Il est décédé le 22 mars 1890 en Italie à l'hôtel Royal de Naples .